# Саргозеро
Саргозеро — пресноводное озеро на территории Печниковского сельского поселения Каргопольского района Архангельской области.

## Общие сведения
Площадь озера — 1,2 км². Располагается на высоте 165 метров над уровнем моря.
Форма озера продолговатая: оно более чем на два километра вытянуто с юго-запада на северо-восток. Берега каменисто-песчаные, местами заболоченные.
С северо-западной стороны озера вытекает безымянная протока, впадающая в Наглимозеро, из которого вытекает ручей Пороги, впадающий с правого берега в реку Хабаньзю, которая, в свою очередь, впадает в Хабозеро. Сток из Хабозера осуществляется через протоку без названия, впадающую в Колодозеро, из которого берёт начало река Виксеньга. Виксеньга впадает в реку Колоду, которая является притоком реки Водлы, впадающей в Онежское озеро.
В озере расположены два небольших острова без названия.
К юго-востоку от озера проходит автодорога местного значения 11К-242.
В двух километрах к востоку от озера располагается деревня Морщихинская.
Код объекта в государственном водном реестре — 01040100411102000019465.